# Cladiellidae
Die Cladiellidae sind eine Familie der Achtstrahligen Korallen (Octocorallia), die in flachen Bereichen des tropischen Indopazifik vorkommt.

## Merkmale
Wie fast alle Oktokorallen bilden die Arten der Familie Cladiellidae Kolonien, die aus vielen Einzelpolypen mit jeweils acht Tentakeln bestehen. Die Kolonien sind gelappt bis fingerförmig, aber nicht stark verzweigt. Eine Skelettachse fehlt. Die Polypen sind monomorph und gleichmäßig über die Oberfläche verteilt. Sie können sich stark zusammen ziehen aber nur bei einem Teil der Arten zurückziehen. Die Sklerite der Polypen haben die Form kleiner Scheiben, flacher Stäbe oder die Form einer Acht. Die Sklerite des Coenenchyms und seiner Oberflächehaben ebenfalls die Form einer Acht, sind doppelköpfig, haben die Form abgestumpfter Spindeln mit konischen Stacheln oder sind stabförmig mit einer körnigen Oberfläche. Bei manchen Arten fehlen die Sklerite vollständig. Die meisten Arten der Familie leben mit Zooxanthellen in einer Endosymbiose und beziehen einen Teil ihrer Nährstoffe über ihre Symbiosepartner, einige wenige Arten besitzen keine Zooxanthellen und sind ausschließlich auf planktonische Nahrung angewiesen.

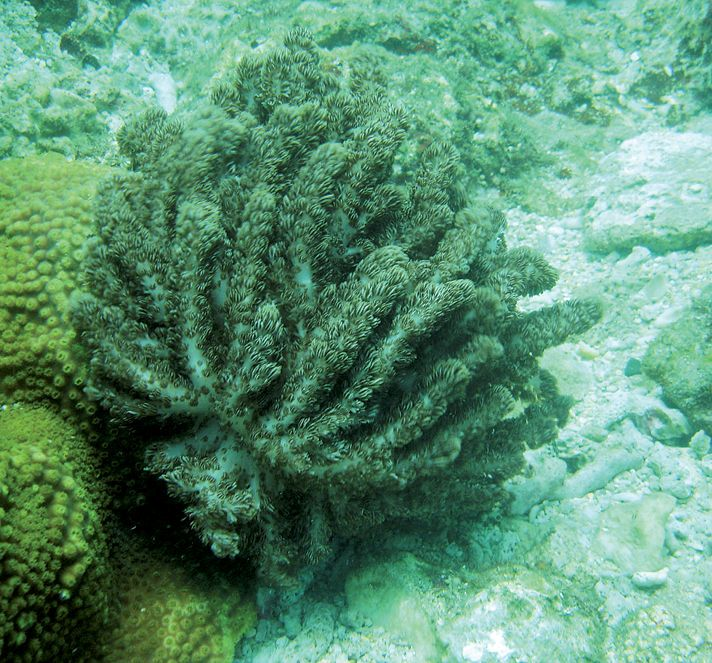
Aldersladum jengi

## Gattungen
Zur Familie Cladiellidae gehören drei Gattungen:
- Aldersladum Benayahu & McFadden, 2011
- Cladiella Gray, 1869
- Klyxum Alderslade, 2000

Alle drei Gattungen dieser Familie gehörten früher zu den Alcyoniidae, DNA-Analysen deuten jedoch darauf hin, dass es sich bei den Cladiellidae um eine Schwestergruppe einer Weichkorallengruppe handelt, zu der auch die Xeniidae gehören.